# 푸주칼

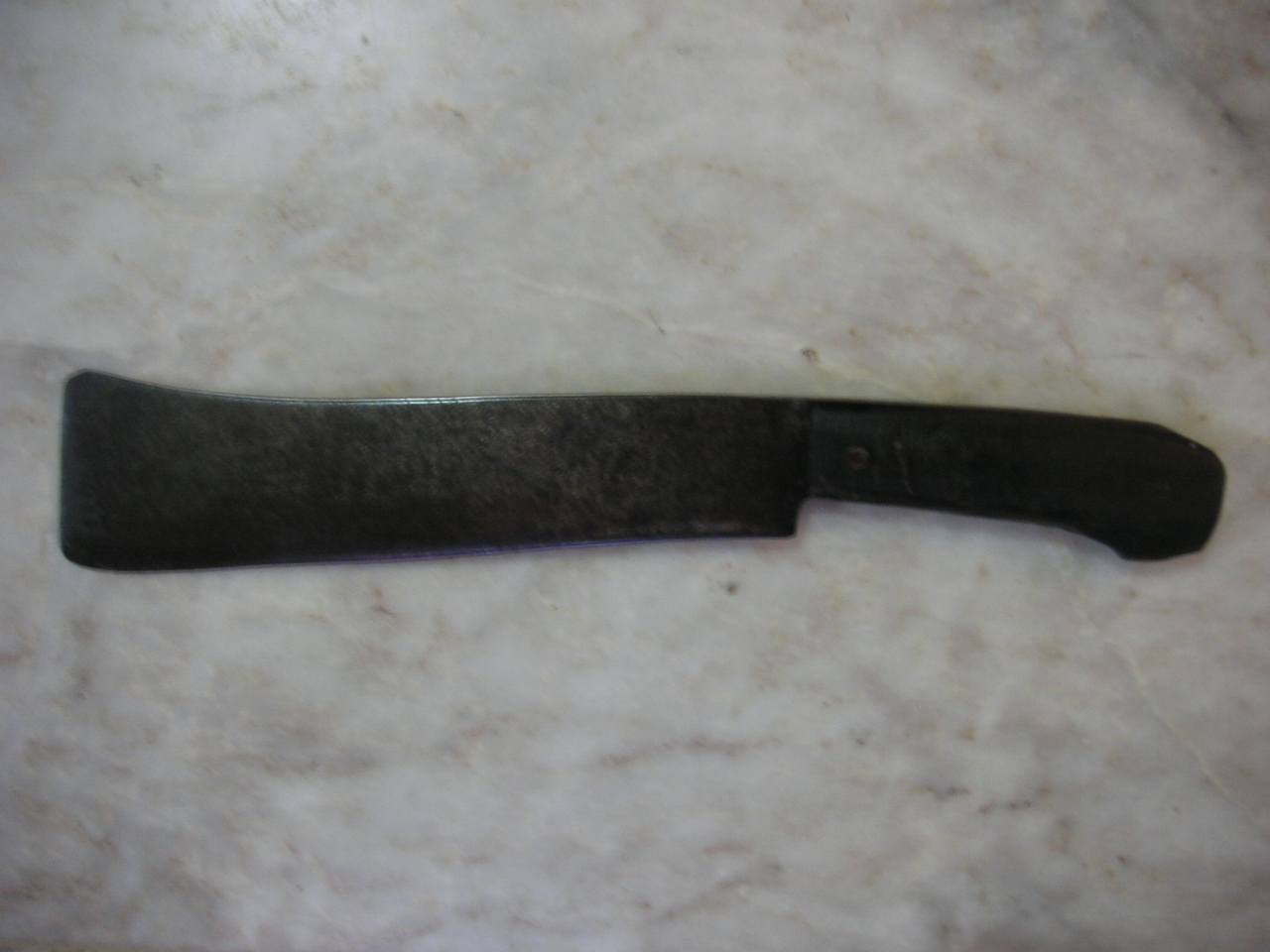
필리핀의 푸주칼

푸주칼(Butcher knife)은 동물의 사체를 정육하거나 손질하기 위해 주로 설계되고 사용되는 나이프이다.

## 용도
오늘날 푸주칼은 전 세계 육류 가공 산업에서 사용된다. 묵직한 날은 고기를 분할하고, 껍질을 벗기고, 자르는 데 잘 작동한다. 다른 유사한 고기 자르기 칼로는 카빙 나이프와 클리버가 있다. 카빙 나이프는 일반적으로 얇은 고기 조각을 자르기 위해 설계되었으며 종종 뭉툭하거나 둥근 끝을 가지고 있으며, 잘린 고기 조각의 분리를 개선하기 위해 물결 모양 또는 그랜튼 날이 있다. 클리버는 푸주칼과 비슷하지만, 정밀 절단을 위해 더 가볍고 얇은 날을 가지고 있다.

## 역사
18세기 후반부터 1840년대 중반까지 푸주칼은 마운틴맨의 핵심 도구였다. 단순하고 유용하며 저렴하게 생산되는 이 칼들은 비버 탈피, 음식 자르기, 자기 방어 및 두피 벗기기에 이르기까지 모든 것에 사용되었다. 이 기간 동안, 잉글랜드 셰필드의 존 윌슨 (칼 제조인)은 이러한 종류의 칼을 미국인들에게 주요 수출업자였다. 이 칼들은 브랜드 표식과 I. Wilson 스탬프로 식별할 수 있다. 무거운 클리버는 전통적으로 쉽게 접근할 수 있도록 고리에 걸어 두었다.